# فهرست سرزمین‌هایی که رومانیایی یک زبان رسمی در آنجا است

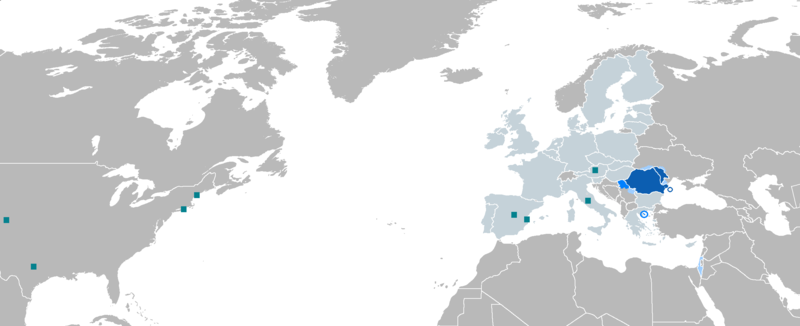
زبان رسمی و اکثریت
زبان رسمی و اقلیت
اتحادیه اروپا
جوامع رومانیایی‌زبان

در اینجا فهرست سرزمین‌هایی که زبان رسمی‌شان رومانیایی است ارائه شده‌است. رومانیایی زبان رسمی رومانی، مولداوی و نیز استان خودگردان وویوودینا در صربستان است. در مولداوی این زبان مولداویایی خوانده می‌شود که همان زبان رسمی رومانی است که اختلاف‌های کوچکی در دستور هجایی دارد.

## کشورهایی که زبان رسمی‌شان رومانیایی است
| کشور    | جمعیت             | زبان مادری | زبان دوم   | وضعیت رومانیایی                | اطلاعات بیشتر   |
| ------- | ----------------- | ---------- | ---------- | ------------------------------ | --------------- |
| مولدووا | ۳٬۴۶۱٬۳۸۰ (۲۰۱۴)  | ۷۰٫۲٪      | ۲٬۵۶۰٬۰۰۰  | اعلامیه استقلال جمهوری مولداوی | زبان‌های مولداوی |
| رومانی  | ۲۱٬۶۴۰٬۱۶۸ (۲۰۱۴) | ۹۰٫۷٪      | ۱۹٬۹۰۰٬۰۰۰ | قانون اساسی رومانی، ماده ۱۳    | زبان‌های رومانی  |

## مناطقی که یکی از زبان‌های رسمی‌شان رومانیایی است
| منطقه                    | کشور    | وضعیت          | جمعیت            | زبان مادری | وضعیت رومانیایی                                                                                              | اطلاعات بیشتر                     |
| ------------------------ | ------- | -------------- | ---------------- | ---------- | --- | --------------------------------- |
| گاگائوزیا                | مولدووا | منطقه خودمختار | ۱۵۵٬۶۴۶ (۲۰۰۴)   | ۳٫۹٪       | اساسنامه گاگائوز، ماده ۳§۱                                                                                   | زبان‌های گاگائوز                   |
| ترانس‌نیستریا             | مولدووا | مستقل دوفاکتو  | ۵۵۵٬۳۴۷ (۲۰۰۴)   | ۳۲٫۱۰٪     | اساسنامه سکونت‌گاه‌های کرانه غربی (ترانسنیستریا)، ماده ۶§۱ (لاتین) قانون اساسی ترانسنیستریا، ماده ۱۲ (سیریلیک) | زبان‌های ترانسنیستریا              |
| استان خودمختار وویوودینا | صربستان | منطقه خودمختار | ۱٬۹۳۱٬۸۰۹ (۲۰۱۱) | ۱٫۴۵٪      | اساسنامه استان خودمختار وویوودینا، ماده ۲۶                                                                   | وضعیت رسمی رومانیایی در وویوودینا |
| Hertsa, UA-77            | اوکراین | رایون          | ۳۲٬۳۱۶ (۲۰۰۱)    | ۹۳٫۸٪      | قوانین مربوط به زبان‌ها در اوکراین                                                                            | زبان‌های اوکراین                   |
| Tiachiv, UA-21           | اوکراین | رایون          | ۱۷۱٬۸۵۰ (۲۰۰۱)   | ۱۲٫۴٪      | قوانین مربوط به زبان‌ها در اوکراین                                                                            | زبان‌های اوکراین                   |

## نهادهایی که یکی از زبان‌های رسمی‌شان رومانیایی است
| نهاد          | اعضا                                             | وضعیت رومانیایی        | اطلاعات بیشتر         |
| ------------- | ------------------------------------------------ | ---------------------- | --------------------- |
| اتحادیه اروپا | رومانی و ۲۷ کشور دیگر                            | قانون شماره ۱          | زبان‌های اتحادیه اروپا |
| اتحادیه لاتین | مولداوی، رومانی و ۳۴ کشور دیگر                   | کنوانسیون مادرید، ۱۹۵۴ | زبان‌های رومی          |
| کوه آتوس      | کلیسای ارتدکس رومانی و سایر کلیساهای ارتدکس شرقی | زبان خدمات مذهبی       |                       |